# Liste der Kulturdenkmale in Luxemburg-Beggen
In der Liste der Kulturdenkmale in Luxemburg-Beggen sind alle Kulturdenkmale des luxemburgischen Stadtteils Beggen aufgeführt (Stand: 15. Juli 2025).
| Bild           | Bezeichnung        | Lage                        | Beschreibung | Stufe | Eingetragen seit   |
| -------------- | ------------------ | --------------------------- | --- | ----- | ------------------ |
| Weitere Bilder | Pfarrkirche Beggen | rue de Beggen (Karte)       | Die katholische Heilige-Familie-von-Nazreth-Kirche wurde 1936/37 nach Plänen des Architekten Joseph Jentgen erbaut. Aufgrund des Bevölkerungswachstums wurde die Kirche in der Nachkriegszeit zu klein. So erfolgte in den Jahren 1963/64 nach Plänen des Architekten Robert Leer ein Umbau mit Erweiterung durch den Bau eines neuen Chorraumes und einen von der Kirche getrennten Glockenturm. Die Gestaltung des Innenraums übernahm Jean Thill in den 1960er Jahren. Dem Langhaus mit Stufengiebel ist ein Portikus vorgelagert. | PCN   | 23. April 2019     |
| Wohnhaus       | Wohnhaus           | 189, rue de Beggen (Karte)  | | PCN   | 23. November 2022  |
| Wohnhaus       | Wohnhaus           | 170, rue de Beggen (Karte)  | | IS    | 27. Juli 1989      |
| Wohnhaus       | Wohnhaus           | 1, rue du Travail (Karte)   | | IS    | 8. April 2016      |
| Wohnhaus       | Wohnhaus           | 3, rue du Travail (Karte)   | | IS    | 8. April 2016      |
| Wohnhaus       | Wohnhaus           | 5, rue du Travail (Karte)   | | IS    | 8. April 2016      |
| Wohnhaus       | Wohnhaus           | 7, rue du Travail (Karte)   | | IS    | 8. April 2016      |
| Wohnhaus       | Wohnhaus           | 9, rue du Travail (Karte)   | | IS    | 8. April 2016      |
| Wohnhaus       | Wohnhaus           | 11, rue du Travail (Karte)  | | IS    | 8. April 2016      |
| Wohnhaus       | Wohnhaus           | 138, rue de Beggen (Karte)  | | IS    | 17. Juni 2016      |
| Wohnhaus       | Wohnhaus           | 140, rue de Beggen (Karte)  | | IS    | 17. Juni 2016      |
| Wohnhaus       | Wohnhaus           | 142, rue de Beggen (Karte)  | | IS    | 17. Juni 2016      |
| Wohnhaus       | Wohnhaus           | 144, rue de Beggen (Karte)  | | IS    | 17. Juni 2016      |
| Wohnhaus       | Wohnhaus           | 146, rue de Beggen (Karte)  | | IS    | 17. Juni 2016      |
| Wohnhaus       | Wohnhaus           | 148, rue de Beggen (Karte)  | | IS    | 17. Juni 2016      |
| Wohnhaus       | Wohnhaus           | 150, rue de Beggen (Karte)  | | IS    | 17. Juni 2016      |
| Wohnhaus       | Wohnhaus           | 152, rue de Beggen (Karte)  | | IS    | 17. Juni 2016      |
| Wohnhaus       | Wohnhaus           | 11, rue de Bastogne (Karte) | | IS    | 30. September 2016 |
| Wohnhaus       | Wohnhaus           | 145, rue de Beggen (Karte)  | | IS    | 26. Juni 2018      |
| Wohnhaus       | Wohnhaus           | 147, rue de Beggen (Karte)  | | IS    | 26. Juni 2018      |
| Wohnhaus       | Wohnhaus           | 149, rue de Beggen (Karte)  | | IS    | 26. Juni 2018      |
| Wohnhaus       | Wohnhaus           | 151, rue de Beggen (Karte)  | | IS    | 26. Juni 2018      |
| Wohnhaus       | Wohnhaus           | 153, rue de Beggen (Karte)  | | IS    | 26. Juni 2018      |
| Wohnhaus       | Wohnhaus           | 155, rue de Beggen (Karte)  | | IS    | 26. Juni 2018      |
| Wohnhaus       | Wohnhaus           | 157, rue de Beggen (Karte)  | | IS    | 26. Juni 2018      |
| Wohnhaus       | Wohnhaus           | 159, rue de Beggen (Karte)  | | IS    | 3. September 2018  |

Legende: PCN – Immeubles et objets bénéficiant des effets de classement comme patrimoine culturel national; IS – Immeubles et objets inscrits à l’inventaire supplémentaire

## Quelle
- Liste des immeubles et objets beneficiant d’une protection nationales, Nationales Institut für das gebaute Erbe, Fassung vom 11. Juli 2022, S. 71, 78 f. (PDF)

- Karte mit allen Koordinaten:
- OSM |
- WikiMap

Bahnhofsviertel |
Beggen |
Belair |
Bonneweg |
Cents |
Clausen |
Dommeldingen |
Eich |
Gasperich |
Grund |
Hamm |
Hollerich |
Kirchberg |
Limpertsberg |
Merl |
Mühlenbach |
Neudorf-Weimershof |
Pfaffenthal |
Pulvermühle |
Rollingergrund |
Oberstadt |
Weimerskirch |
Zessingen
Bad Mondorf |
Bartringen |
Bauschleiden |
Bech |
Beckerich |
Befort |
Berdorf |
Bettemburg |
Bettendorf |
Betzdorf |
Bissen |
Biwer |
Burscheid |
Bous-Waldbredimus |
Clerf |
Colmar-Berg |
Consdorf |
Contern |
Dalheim |
Diekirch |
Differdingen |
Dippach |
Düdelingen |
Echternach |
Ell |
Ernztalgemeinde |
Erpeldingen an der Sauer |
Esch an der Alzette |
Esch an der Sauer |
Ettelbrück |
Fels |
Feulen |
Fischbach |
Flaxweiler |
Frisingen |
Garnich |
Goesdorf |
Grevenmacher |
Grosbous-Wahl |
Habscht |
Heffingen |
Helperknapp |
Hesperingen |
Junglinster |
Käerjeng |
Kayl |
Kehlen |
Kiischpelt |
Koerich |
Kopstal |
Lenningen |
Leudelingen |
Lintgen |
Lorentzweiler |
Luxemburg |
Mamer |
Manternach |
Mersch |
Mertert |
Mertzig |
Monnerich |
Niederanven |
Nommern |
Parc Hosingen |
Petingen |
Préizerdaul |
Pütscheid |
Rambruch |
Reckingen/Mess |
Redingen/Attert |
Reisdorf |
Remich |
Roeser |
Rosport-Mompach |
Rümelingen |
Saeul |
Sandweiler |
Sassenheim |
Schengen |
Schieren |
Schifflingen |
Schüttringen |
Stadtbredimus |
Stauseegemeinde |
Steinfort |
Steinsel |
Strassen |
Tandel |
Ulflingen |
Useldingen |
Vianden |
Vichten |
Waldbillig |
Walferdingen |
Weiler zum Turm |
Weiswampach |
Wiltz |
Winseler |
Wintger |
Wormeldingen